# Miconia bipatrialis
Miconia bipatrialis es una especie de planta con flor en la familia de las Melastomataceae. Es endémica de  Ecuador.

## Distribución y hábitat
Es un arbusto, arbolito o árbol endémico del sur de Ecuador, donde se conoce a partir de tres colecciones. Una es de la zona norte de Sevilla de Oro, y dos son de los alrededores de Cutchil y Molón, cerca de Sígsig. No se ha confirmado que se produzca dentro de la red de áreas protegidas de Ecuador, pero ha sido hallada en el Parque nacional Sangay. Clasificada como Vulnerable en la lista de la UICN (VU B1 + 2c) 1998 y como "rara" en 1997 (Oldfield et al . 1998, Walter y Gillett 1998). Aparte de la destrucción del hábitat, no se conocen amenazas específicas.

## Taxonomía
Miconia bipatrialis fue descrita por Wurdack y publicado en Memoirs of The New York Botanical Garden 16: 19. 1967.
Etimología
Miconia: nombre genérico que fue otorgado en honor del botánico catalán Francisco Micó.
bipatrialis: epíteto